# Червоний, як кров
«Червоний, як кров» (англ. Blood Red) — фільм 1989 року.

## Сюжет
Сім'я італійських емігрантів, які осіли в Каліфорнії, заробляє на життя виноробством. Однак спокійне життя закінчується, коли на них звертає увагу підступний землевласник. Вільям Берріган, вимагає від Себастьяна, глави сім'ї, скорочення території ферми для проведення нових транспортних шляхів. Однак той не збирається поступатися, бо присвятив своє життя виноробству і збирався передати ці землі синам. Берріган наймає головорізів, щоб змусити Себастьяна підкоритися. Починається війна, в якій жодна зі сторін не мати снаги перемогти.

## У ролях
| Актор                | Роль                     |
| -------------------- | ------------------------ |
| Ерік Робертс         | Марко Колоджеро          |
| Джанкарло Джанніні   | Себастьян Колоджеро      |
| Денніс Гоппер        | Вільям Бредфорд Берріган |
| Берт Янг             | Ендрюс                   |
| Карлін Глінн         | міс Джеффріс             |
| Лара Гарріс          | Анжеліка                 |
| Джозеф Раннінгфокс   | Семуел Джозеф            |
| Аль Руссо            | Антоніо Сегестра         |
| Майкл Медсен         | Енціо                    |
| Еліас Котеас         | Сільвіо                  |
| Франческа Де Сапіо   | Роза Колоджеро           |
| Марк Лоуренс         | Майкл Фаціо              |
| Френк Кампанелла     | доктор Скола             |
| Альдо Рей            | отець Стассіо            |
| Гері Суонсон         | сенатор Віллард Ендікот  |
| Сьюзен Анспах        | вдова                    |
| Кевін Куні           | мер Ріггс                |
| Бен Джордж           | Маклейн                  |
| Джулія Робертс       | Марія Колоджеро          |
| Александра Мастерсон | Анна Колоджеро           |